# Batalla del río Kalka
La batalla del río Kalka (en ruso: Битва на реке Калке, en ucraniano: Битва на ріці Калка) fue un enfrentamiento militar librado el 31 de mayo de 1223 entre las fuerzas del Imperio mongol y una alianza formada por los principados de la Rus de Kiev, como el homónimo, el de Galitzia, el de Chernígov y el de Smolensk, y los cumanos. Sucedió a orillas del río Kalka (actual óblast de Donetsk, Ucrania) y terminó en una aplastante victoria mongola.

## Antecedentes
A finales de 1220, el derrotado sah Mohamed II del Imperio jorezmita huyó al oeste, siendo perseguido por 20 000 mongoles encabezados por los noyon o boyan (generales) Jebe y Subotai por orden de Gengis Jan. Finalmente, el monarca islámico murió en febrero de 1221, cerca de Astara, en una isla del mar Caspio. Como se indica en la Historia secreta de los mongoles, el jagan le ordenó a sus generales seguir la campaña hacia las tierras de: «los Kanglins (qangli), Kibcha'uts (kipchaks), Bajigits, Orusuts, Majarats (húngaros), Asuts, Sasuts, Serkesüts (circasianos), Keshimirs, Bolars (búlgaros del Volga) y Rarals. [Hizo a] Sübe'etei-ba'atur cruzar las grandes aguas [de los] ríos Idil (Volga) y Jayaq (Ural) y llegar hasta Kiwa Menkermen (Kiev)». Los mongoles siguieron hacia el oeste hasta el Reino de Georgia, saqueando sus tierras hasta que un contraataque de los georgianos les obligó a retroceder.
Por entonces, las llanuras entre los deltas Danubio y del Volga estaban dominadas por los cumanos o polovtsianos (parte de los túrquicos kipchaks). Aunque compartían una cultura común, carecían de un mando centralizado para responder rápida y coordinadamente a la nueva amenaza. De hecho, estaban divididos en ocho tribus: tuqsuba y kokobici a orillas del Volga, terter-oba y jetebici a orillas del Donets, itoyli y urusoba al oeste del Dniéper y burcevyci y ulasevici al este del río. Los cumanos no eran necesariamente enemigos de los rusos, sus noblezas a menudo se casaban entre sí, lo que hizo que muchos nobles cumanos compartieran la misma lengua y costumbres que sus contrapartes rusas, especialmente en las zonas fronterizas. De hecho, la nobleza cumana se había cristianizado, aunque la mayoría de sus plebeyos seguían siendo paganos y algunos se habían convertido al judaísmo o al islam. Además, gracias a su largo contacto con Georgia y servicio como mercenarios en el Imperio bizantino incorporaron a sus ejércitos manganas y espingardas en carros.
Por entonces, el Rus de Kiev estaba dividido en muchos principados independientes que gobernaban desde pequeñas ciudades fortificadas un territorio de unos siete millones de habitantes. No había una línea continua de fortalezas para defenderse de los nómadas venidos del sudeste y muchas fortificaciones se hacían con madera, por lo que eran vulnerables al fuego. Las principales ciudades eran Kiev, con más de 30 000 a 50 000 habitantes, y Chernígov, con un poco menos de 30 000. En el norte, Nóvgorod tendría 35 000, siendo la segunda ciudad en importancia. Los gobernantes de estas ciudades solían librar guerras cortas entre sí y periódicamente, sus territorios sufrían por las incursiones de los cumanos, pero la llegada de los mongoles les llevaría a una reconciliación.

### Derrota de los cumanos
Después de reclutar varios miles de kurdos y turcomanos y recibir refuerzos del jagan, en septiembre de 1222, los mongoles decidieron invadir nuevamente Georgia y derrotaron al rey Jorge IV en Junan, siguieron saqueando el reino y se dirigieron a Tabriz, que se rindió. A través del paso de Derbent cruzaron el Cáucaso, pero los guías locales los llevaron al barranco de Daryalsk y los abandonaron. Fue entonces cuando se enteraron de que un gran ejército se acercaba, quizás 50 000 hombres, formado por una alianza entre cumanos, lazes, alanos, kosogianos (también llamados cherkeses o cherquesos) y posiblemente búlgaros del Volga, jázaros y lezguinos.
Cumanos y lazes ocuparon posiciones a orillas del río Térek, entre los pasos de las montañas y los valles. Hubo una primera batalla indecisa, así que Jebe y Subotai se vieron atrapados en territorio desconocido, entre una fuerza muy superior en número y las montañas, así que enviaron una embajada con muchos regalos para convencer a los jefes cumanos que sólo buscaban volver a sus hogares. Estos janes se llamaban Tataur o Totour y Yuri o Yurki y en el encuentro habría ocurrido a orillas de un río llamado Buku, según una fuente china. También les recordaron la proximidad cultural entre turcos y mongoles y que podían conseguir un gran botín si sus aliados del Cáucaso eran vencidos.
Gracias a esto, los cumanos se retiraron a sus estepas y abandonaron a sus aliados, quienes inmediatamente fueron atacados y masacrados por los mongoles, que rápidamente rompieron la fuerza enemiga. Luego cayeron sobre los cumanos, que se movían al noroeste con el botín, capturando al hijo del jan Yuri. Jebe y Subotai procedieron a saquear los pueblos del norte del Cáucaso para recolectar comida y caballos, incluyendo el territorio cumano. Posiblemente se quedaron alrededor de Derbent durante el otoño y luego avanzaron al noroeste. Sus incursiones fueron tan sorpresivas que vencieron a los cumanos en una gran batalla a orillas del río Don, matando a varios de sus jefes y expulsando al resto al Dniéper, donde encontraron refugio en los principados rusos meridionales. Entre ellos estaba el jan Köten, líder de los cumanos occidentales, quien pidió ayuda a su yerno, el kniaz (príncipe) Mstislav el Valiente de Galitzia.

Vino un ejército inaudito, los impíos moabitas, llamados tártaros, pero nadie sabe claramente quiénes son ni de dónde vienen, ni cuál es su idioma, ni de qué tribu son, ni de qué clase de fe son. Y su nombre es tártaros. Y otros dicen: turkmenos y otros, pechenegos. (...) Solo Dios los conoce. Pero hemos escrito sobre ellos aquí, por el bien de la memoria de los príncipes rusos y los problemas que tuvieron con ellos.
 El cuento de la batalla del Kalka.

### Alianza contra los mongoles

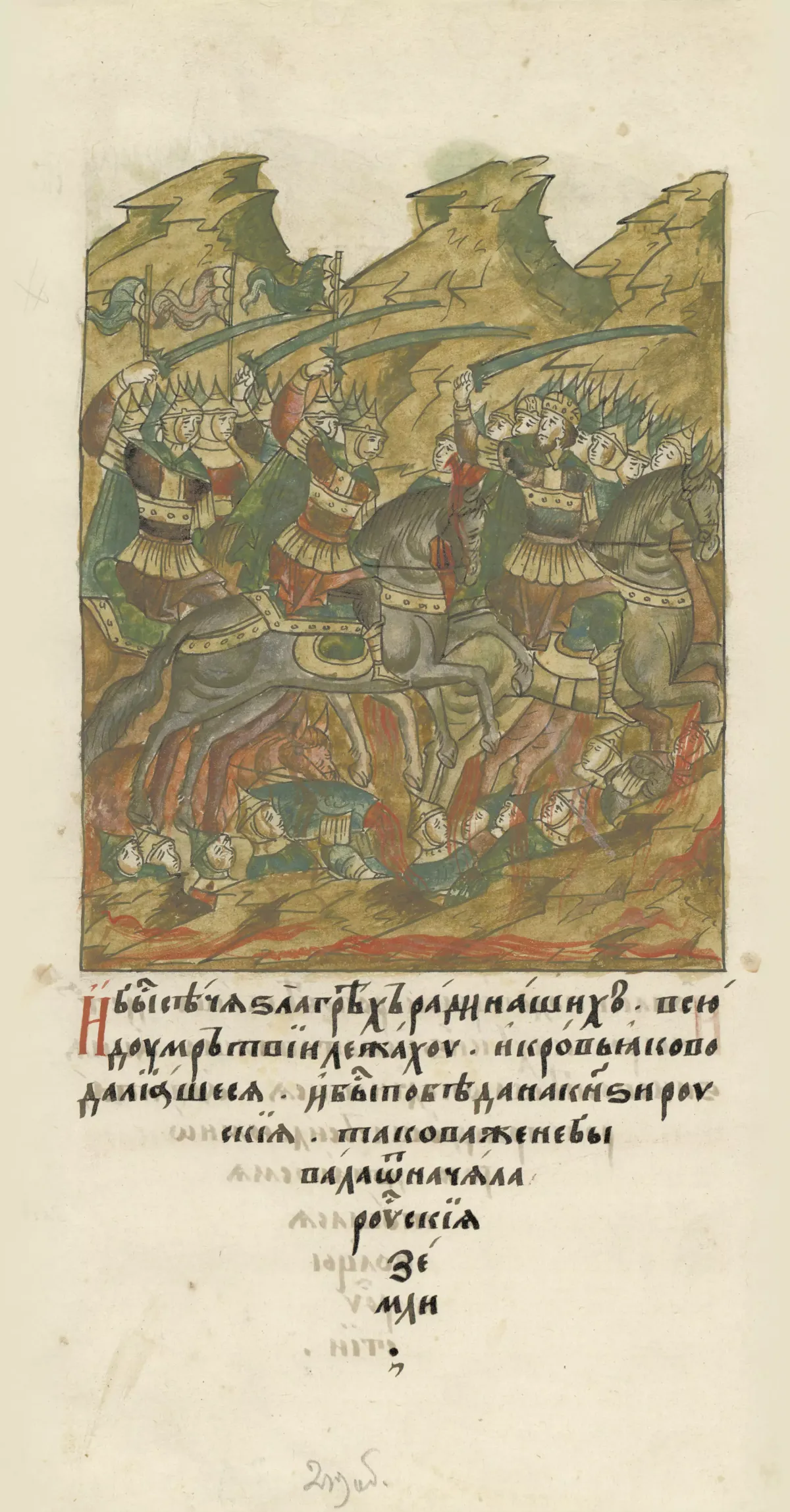
Representación de la batalla en la Crónica Ilustrada de Iván el Terrible, 1568.

Otros janes menores hicieron lo mismo ante los demás príncipes rusos y cuando Mstislav llamó a un concilio en Kiev, muchos asistieron. Ahí, los cumanos les rogaron por ayuda a la vez que les daban caballos y camellos como regalos e insistían en que después los invasores atacarían sus tierras. Por su parte, los príncipes temieron que si hacían nada, los cumanos terminarían por someterse a los mongoles y juntos atacar a los rusos. Además, si las tribus cumanas seguían existiendo como entidades políticas, serían un excelente colchón entre rusos y mongoles. Tradicionalmente, los príncipes eran renuentes a entrar en grandes alianzas, como cada uno disponía de un pequeño ejército su contribución era escasa, y el coste alto.
Mientras cumanos y rusos acordaban una alianza para acabar con los invasores, los mongoles habían invernado en las estepas cumanas, aprovechando de saquear la península de Crimea, específicamente la colonia genovesa de Sugdeya, y se aliaron con los brodnicis, que en ruso significa «vagabundos», una tribu eslava que había sido desplazada por los rusos hasta las orillas del Don, posiblemente fueran ancestros de los cosacos del Don y el Dniéper, y eran lo suficientemente organizados como para luchar bajo su propio comandante, el voivoda Ploskinia.
Aparentemente, mientras Jebe avanzaba a la cuenca del Don, Subotai había llevado a 20 000 guerreros al norte del mar de Azov para explorar, estableciendo el primer contacto entre mongoles y europeos al encontrarse con mercaderes venecianos, quienes le convencieron de que debían eliminar a sus competidores genoveses. Según Nicolle, los mongoles entraron en Crimea a través del istmo de Perekop a inicios de 1223. En cambio, Sverdrup cree que Jebe avanzó a través de tierras circasianas (kosogianas) y cruzó por el estrecho de Kerch, posiblemente congelado hacia enero de 1223.
Según el análisis del Atlas Tartarica a las fuentes primarias, los principados soberanos que enviaron tropas fueron Kiev, Chernígov, Nóvgorod-Síverski, Galitzia, Volinia, Túrov, Pereyáslav, Pólotsk y Vladímir-Súzdal. Los principados de Riazán, Múrom, Pereslávia (Pereslavl-Zaleski), Yúriyev-Polski, Yaroslavl y Úglich no. Tampoco la República de Nóvgorod envió tropas, lo que significó que su gente no tuviera mucho conocimiento de los mongoles hasta la invasión de 1238-1240.
En la segunda mitad de marzo de 1223, los príncipes rusos volvieron a sus tierras y para abril ya marchaban con sus contingentes al punto de reunión establecido. Organizados en tres cuerpos principales, el primero venía de Kiev al mando de Mstislav III de Kiev, su hijo Vsevolod, su yerno, el príncipe Andréi Ivánovich de Túrov, el príncipe Sviatoslav Íngvarevich de Shumsk y el príncipe Yuri Yaropolkovich de Nésvizh. El segundo vino de Chernígov y Smolensk, comandado por los príncipes Mstislav II Sviatoslávich de Chernígov y Oleg Sviatoslávich de Kursk, junto con tropas de Putivl y Trubetsk. El tercer grupo vino de Galitzia y Volinia, liderado por el propio Mstislav el Valiente y su yerno, Daniel de Volinia. No está claro si el príncipe Mstislav Yaroslávich Némov de Lutsk participó de la expedición, pero se sabe que monarcas muy viejos como Iziaslav Íngvarevich de Dorogobuzh e Iziaslav Vladímirovich de Terebovlia no, aunque algunos estudiosos creen que si participaron. El poderoso príncipe de Vladímir-Súzdal, Yuri II, estaba preparando una campaña contra los livonios, pero envió un contingente a cargo de su sobrino, el príncipe Vasílko Konstantínovich de Rostov. De todos estos nobles, los más influyentes fueron los príncipes de Kiev, Galitzia y Chernígov.

## Fuerzas enfrentadas

### Cumanos y rusos

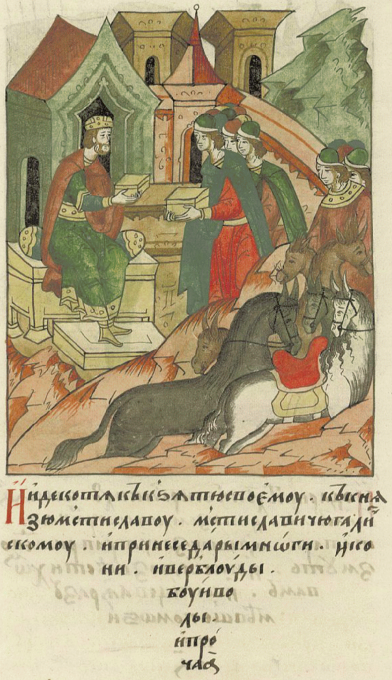
Representación del jan Köten dando regalos a Mstislav el Valiente en la Crónica Ilustrada de Iván el Terrible, 1568.

Las Crónicas de Pskov, fechadas entre los siglos XV y XVI, solamente mencionan que 500 hombres de Smolensk participaron en la batalla. La Crónica de Nikon afirma que 20 000 rusos y cumanos cruzaron el Dniéper para perseguir a los mongoles, una décima parte habría venido desde el sur, subiendo el río en botes, como los galicianos. En el siglo siglo XVIII, el historiador y geógrafo ruso Vasili Tatíshchev estimó que los rusos sumaban 103 000 soldados y los cumanos otros 50 000. El historiador británico John Fennell dice que las distintas crónicas dan a entender que eran once mil rusos, pero consideraba ese número como exagerado; sin embargo, reconoce que según sus cálculos, en promedio las grandes ciudades rusas de la época podían movilizar 3000 a 5000 soldados cada una.
Según el estadounidense David Nicolle, el ejército aliado se componía de 80 000 a 100 000 rusos y cumanos, pero sólo 15 000 a 20 000 eran soldados apropiadamente equipados y entrenados. Su compatriota Richard A. Gabriel acepta la estimación de 80 000 hombres. Los historiadores de fortificaciones, el matrimonio de J. y H. Kaufmann, también aceptan la cifra de ochenta mil aliados, señalando que la mayoría eran milicianos rusos y unos pocos miles cumanos. El griego Periklis Deligiannis concuerda con el anterior, agregando que entre un cuarto y tres quintos del ejército aliado serían guerreros experimentados integrantes de las druzhina de los príncipes rusos y janes cumanos. En cambio, el sueco Carl Fredrik Sverdrup descarta estimaciones de treinta u ochenta mil aliados y reduce el número de rusos a 8000 hombres, incluyendo 2000 infantes venidos de Ochelie, más un número incierto pero grande de cumanos. El estadounidense Frank McLynn estimaba en 20 000 los rusos involucrados en la batalla, la mitad procedentes de Kiev, totalizando unos 30 000 aliados. El holandés Leo de Hartog apoya la cifra de 30 000 rusos y cumanos, al igual que el erudito uigur Dalintai Cerensodnom. El historiador ruso Denis Jrustaliov afirma que eran 10 000 rusos, incluyendo mercenarios, y 5000 jinetes cumanos.
El historiador ruso Román Jrapachevski reconoce que toda estimación sobre las fuerzas aliadas sólo puede ser una aproximación, puesto que las crónicas no dan cifras totales. Asume como fiable el número de 10 000 kievitas muertos y cree que debió morir un número ligeramente menor o igual de rusos de otras tierras, sumado a la idea de que sólo una décima parte del ejército sobrevivió, estima que participaron 22 000 rusos. Respecto de los cumanos, sólo se sabe que muchos siguieron al jan Köten al Reino de Hungría en 1239, donde Roger de Apulia los estimaba en 40 000, pero se debate si se refiere al número de familias o de individuos. Jrapachevski asume como correcto el análisis del húngaro András Pálóczi-Horváth, quien creía que Roger se refería al total de personas. Así, el historiador ruso estima que Köten mandaba 35 000 a 40 000 cumanos, de los que 10 000 serían guerreros, este número se duplicaría si se considera que la existencia de una segunda horda de cumanos que ingresó a Hungría en 1246. Así, Jrapachevski estima al ejército aliado en 40 000, máximo 45 000, combatientes.
El núcleo de las fuerzas rusas eran las druzhina (guardias) de los príncipes, que combatían como caballería pesada en el caso de los mercenarios más viejos o como ligeros arqueros a caballo con los más jóvenes. Se les sumaban las polk (milicias urbanas) que solían reclutarse para cada campaña, mientras que las poblaciones rurales aportaban suministros y rara vez hombres, sin embargo, también reclutaban a muchos smerdy (campesinos). La dificultad para reunir y mantener el equipo de un jinete hacia que la infantería fuera la tropa principal, especialmente en los principados del norte, mientras que en el sur el porcentaje de caballería aumentaba gracia a la incorporación de mercenarios nómadas llamados chernye klobuki, «gorras negras», armados con arcos.
Para los jinetes, su armamento era una mezcla de las tradiciones europeas y esteparias, con espadas europeas, hachas de guerra, mazas con púas, sables, cuchillos de combate y pequeñas dagas. También contaban con letales kisten (mazas de metal) heredaras de los pueblos nómadas. La defensa básica consistía de una cota de malla, aunque los guerreros profesionales usaban armaduras lamelares o de escamas, que se complementaban con yelmos con máscaras que cubrían toda o la mitad de la cara. Como muchos guerreros sólo vestían sus armaduras en vísperas de una batalla, durante las marchas usaban coloridas camisas y botas altas. Los caballos podían llevar cotas y testeras, pero protecciones mayores sólo eran frecuentes en el suroeste del Rus, una zona más acostumbrada a las incursiones nómadas. De hecho, su caballería jamás combatía con tantas protecciones como su contraparte de Europa Occidental. Respecto de la infantería, la mayoría sólo portaba lanzas, hachas y escudos. También había muchos arqueros a pie o montados en las filas de los kievitas.
Respecto de los cumanos, la abrumadora mayoría o en su totalidad combatía como arqueros a caballo, con jabalinas, sables curvos y lanzas para el combate cuerpo a cuerpo. Para la defensa, los guerreros más ricos usaban cotas de malla cortas con corazas lamelares para proteger el pecho y la espalda y yelmos con máscaras antropomórficas. Probablemente muchos guerreros se quedaron protegiendo sus familias o huyeron al oeste del Dniéper y no participaron de la batalla.
Siendo un típico ejército medieval, las fuerzas aliadas requerían de un terreno abierto amplio para desplegarse adecuadamente, con el centro como el principal cuerpo y apoyado por las dos alas. Su experiencia combatiendo contra los nómadas hizo entender a los rusos que caballería pesada requería del apoyo de los veloces arqueros montados. De hecho, muchas veces los usaban para acosar el frente de sus enemigos, buscando que se movieran y dejaran sus flancos expuestos, aunque tácticas como falsas retiradas no les eran desconocidas. Por último, la infantería se usaba para ataques contra la retaguardia o asaltar el campamento adversario.

### Mongoles
El cronista persa de mediados del siglo XIII, Ata-Malik Juvayni, afirma que Gengis Jan le ordenó a sus generales perseguir al sah con 30 000 hombres selectos. El persa Shihab al-Din Muhammad al-Nasawi, biógrafo del sah Jalal ad-Din Mingburnu coincide con esa cifra y también lo hace Rashid-al-Din Hamadani. En cambio, Ali ibn al-Athir, quien fue contemporáneo de estos eventos, afirma que eran 20 000 mongoles inicialmente. El armenio Bardanes de Arevel coincide con este último y lo mismo hace Ibn Fadlallah al-Umari, cronista árabe del XIV. Minhaj-i Siraj Juzjani, cronista persa que vivió en el Sultanato de Delhi, estimó en 60 000 jinetes los encargados de perseguir al sah desde Jorasán hasta el Irak persa.
Nicolle sólo menciona que a Jebe y Subotai le fueron asignados 20 000 guerreros mongoles al comienzo de su expedición, algo en lo que coincide McLynn, pero eso fue antes de atravesar la meseta iraní, el Cáucaso y llegar al Rus de Kiev. McLynn cree que sus números pudieron mantenerse más o menos en 20 000 gracias a los mercenarios que fueron reclutando, al menos hasta el final de la campaña contra los georgianos, y los 5000 brodnikis que se les unieron. Los Kaufmann creían que la expedición inicialmente sumaba unos 40 000 jinetes cuando avanzaron por tierras iraníes, antes de llegar al Cáucaso, pero posteriormente se fue reduciendo a la estimación tradicional de 20 000 mongoles en el Kalka.
Jrapachevski, basado en las crónicas de las época, estima que sólo un quinto de los mongoles que originalmente partieron con Jebe y Subotai volvieron a su país. Los dos tumenes que mandaban, unos 20 000 guerreros, cuando arrasaron Armenia, recibieron refuerzos antes de cruzar el Cáucaso, pero no debieron aumentar mucho su número ya que muchos sólo reemplazaron las bajas de la campaña. Así, cuando los mongoles llegaron al sur del Rus, debían bordear los 25 000 hombres, incluyendo muchos reclutas de las zonas donde pasaban o de pueblos vencidos como cumanos, alanos y turcos qanglis; recuérdese que a su paso, los mongoles reclutaban de forma forzada a prisioneros, los hashar, usados como primera línea en los asaltos o para llevar suministros.
De Hartog asume que el número fue variando por las bajas y la llegada de refuerzos, sin embargo, jamás debieron presentar 20 000 hombres a la vez en batalla, pues seguramente dejaron el tren de bagaje con las armaduras guarnecido en retaguardia para avanzar más rápido, especialmente en el Cáucaso, lo que les permitía ataques más rápidos. Gabriel reconoce que eran menos de veinte mil cuando cruzaron el Cáucaso. Deligiannis no se aparta de los veinte mil, contando mongoles y reclutas túrquicos. También sostiene que durante sus campañas de saqueo por el Cáucaso y las estepas, Jebe y Subotai capturaron un gran botín, incluyendo muchas armaduras de sus enemigos vencidos; de hecho, era castigable con la muerte dejar armas abandonadas en un campo de batalla después de una victoria. Al entregárselas a su caballería ligera, probablemente muchos de sus integrantes pudieron luchar como caballería pesada. Para el momento en que se dio la batalla, quizás la mitad, tres quintos o hasta dos tercios de la hueste podían considerarse jinetes pesados.
En cambio, Sverdrup cree que, aunque nominalmente las unidades mongolas podían sumar 23 000 combatientes si se cuentan 5000 mercenarios brodnikis, la realidad es que posiblemente no pasaran de los 15 000 soldados, de los que 10 000 eran mongoles. Además, el número de mongoles había disminuido también la necesidad de dejar guarniciones en el territorio iraní, de los dos tümen mongoles, unos 20 000 hombres en teoría, sólo quedarían activos 12 000 al comenzar la campaña de Georgia.  El erudito afgano Ali Ahmad Jalali daba la estimación más baja: 5000 a 6000 guerreros para los dos tumenes. El historiador ruso Stephen Pow cree que todo intento de estimación es fútil por la escasez de datos fiables.

Estos primeros tártaros [mongoles], que aparecieron en el país superior [Armenia], no parecían personas; porque su aspecto era lo más terrible que se pueda expresar: sus cabezas eran enormes, como las de los búfalos; ojos entrecerrados, como los de las gallinas; la nariz es corta, como la de un gato; pómulos prominentes, como los de un perro; el lomo es delgado, como el de una hormiga; Las patas son cortas, como las de un cerdo. No tenían barba en absoluto. Con fuerza de león, tenían una voz más penetrante que la de un águila y aparecían donde menos se los esperaba.
 Gregorio de Akner. Historia de la Nación de los Arqueros.

En batalla, los mongoles solía organizarse en cinco filas de dzaguns o jaghun (unidades de cien hombres), las dos primeras de caballería pesada para cubrir a los ligeros arqueros a caballo. Todos portaban un tsuv (abrigo de tela) que los protegía de la lluvia, incluso mientras cabalgaban, y un par de gutal (botas) diseñadas para hombres que debían montar durante largos períodos, aunque en invierno podían usar unas boitog (botas altas). El arma básica era un nomo (arco) que se transportaba en un khaadak (estuche) durante las marchas. Llevaban sus tumer bulsuu (flechas) de tres tipos en un khergenyg (carcaj), que también portaba una khure (lima). También era obligatorio un khutug (cuchillo) bien afilado guardado en una bota o en una gerd (vaina). El equipo se completaba con un shubge (punzón), a khete (metal para encender fogatas), una zeeli (túnica), un zulguur (peine de caballos), una zuun (aguja), varios utas (hilos), un tashuur (látigo), una mailkan (tienda) y cojeras para los animales, las tushaa para las patas delanteras, las urode para las delanteras o traseras y las shuder para las cuatro a la vez. Para descansar, algunos hombres estaban a cargo del ovohoi, la cubierta de la yurta donde dormían varios soldados a la vez.
Los guerreros mejor equipos iban con khuyad (corazas) hechas de láminas de hierro, un khalka (escudo) y un duuga (yelmo) con partes de metal de forma cónica. Portaban principalmente una zhada (lanza) y un khelme (sable), pero podían reemplazarlo a este último con un alma khune (hacha de guerra), mese (espada) o gulda (maza de hierro).

## Combate

### Reunión de fuerzas

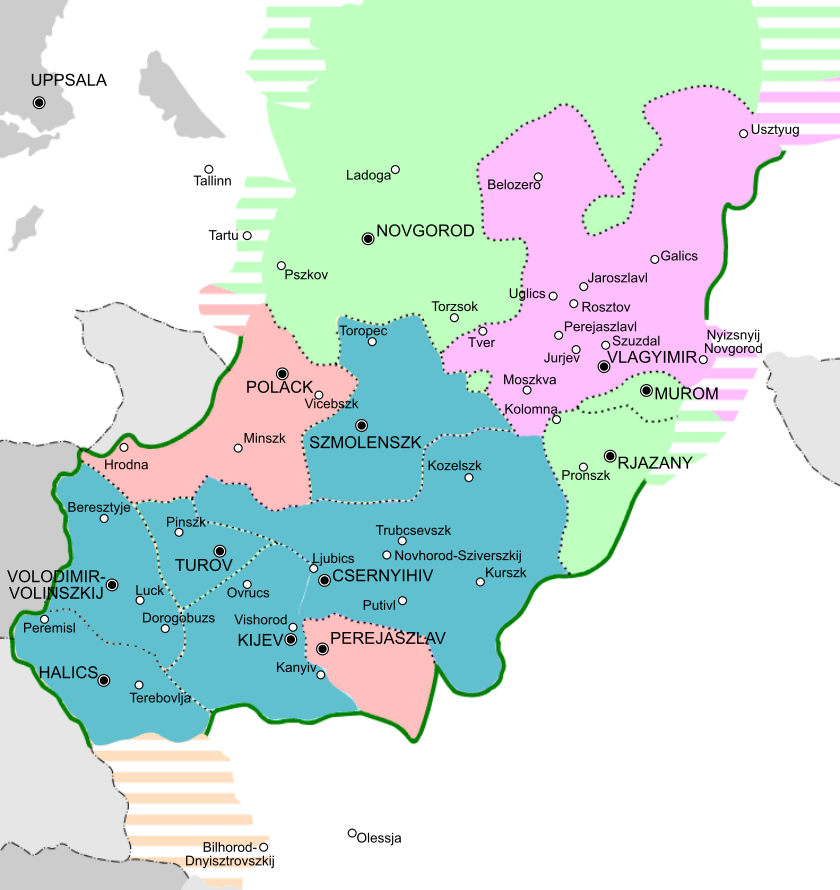
Mapa del Rus de Kiev, en azul aparecen los principados rusos que enviaron tropas a la campaña del Kalka.

Los rusos siguieron reuniéndose hasta finales de mes en Zarub, fortaleza cerca de la actual Kániv, con la caballería viajando por tierra y la infantería trasladándose en botes por los ríos. Justo entonces llegó una embajada mongola anunciando que sus generales no deseaban luchar con los rusos y sólo buscaban castigar a los cumanos, posiblemente buscando romper la alianza entre príncipes y janes, pero los enviados fueron acusados de ser espías y ejecutados. Este acto fue visto como una violación de la yasa, la ley mongola, e hizo la guerra con los príncipes rusos inevitable. Una segunda embajada mongola fue enviada a Zarub, donde anunció la declaración de guerra a los príncipes, aunque esta vez se le permitió volver sana y salva. Entonces los rusos ordenaron a sus soldados avanzar al sur por la orilla oeste del Dniéper, mientras la infantería de Galitzia venía en botes, precisamente, de esa dirección al mando de Yuri Domamérich y Derzhikray Volodislávich.
El intento de acordar la paz probablemente se debió a que Jebe y Subotai se habían enterado de que Jochi no les enviaría refuerzos porque no podía o no quería obedecer a su padre, también porque no deseaban apartarse de las órdenes de su jagan y dedicarse a someter a los cumanos y los pueblos del Cáucaso, y porque de iniciar una guerra con los rusos con su pequeño ejército y ser vencidos, de lograr volver enfrentarían la ira de su monarca.
El 15 de mayo, en la isla fluvial Jórtytsia, en el Dniéper, se les unieron los últimos contingentes rusos y el ejército cumano, formado enteramente por arqueros a caballo. Fue entonces cuando los mongoles aparecieron al otro lado del río, pues su principal campamento estaba al este, posiblemente en una colina actualmente llamada Mohila Belmak. Se trataba de jinetes ligeramente armados y muy inferiores en número, por lo que tanto reclutas como nobles rusos se quejaron al afirmar que la supuesta gran amenaza de la que advertían los cumanos iba peor armada que aquellos; sin embargo, los soldados veteranos notaron que eran más hábiles con sus arcos. Es posible que se tratara sólo de una vanguardia y que estas tropas no fueran mongolas, sino que aliados túrquicos, uigures o tungueses.

### Retirada
El 16 de mayo, Mstislav el Valiente lideró un pequeño contingente de 1000 galicianos y cumanos al lado este del Dniéper para atacar la vanguardia mongola, que huyó rápidamente a la estepa, siendo perseguida y su jefe, Gemyabek o Hamabek, capturado en un cementerio cumano, siendo luego ejecutado. Al día siguiente, Daniel de Volinia y Yuri Domamérich cruzaron con más tropas para explorar y atacaron sorpresivamente a un pequeño grupo de enemigos que cuidaba un rebaño; los mongoles huyeron sin pelear y abandonando los animales. Estos éxitos convencieron a los príncipes de que podían cruzar sin problemas y avanzar en las estepas. La flotilla usada debió contar con un millar de botes para cruzar al ejército entero a tiempo.
Los mongoles simplemente se retiraron, ocasionalmente abandonando cautivos y ganado ante el enemigo, que quedó cargado con suministros. Según Cerensodnom, esta retirada fue una treta realizada por Subotai con 2000 jinetes para atraer a los aliados, mientras Jebe esperaba con el grueso de sus veinte mil soldados en un sitio preestablecido. Fue entonces cuando los príncipes empezaron a discutir. Por una parte, Mstislav el Valiente animaba a seguir persiguiendo al enemigo por la estepa, mientras que Mstislav III de Kiev decía que debieron quedarse al oeste del Dniéper y no debían seguir, pues en las estepas estarían en un terreno donde la poderosa caballería mongola tendría la ventaja. Los cumanos, deseosos de recuperar sus tierras y confiados en su superioridad numérica, obviamente apoyaron al primero.
Esta división en su estructura de mando fue la principal debilidad del ejército aliado, lo que llevó a que jamás tuvieran un plan claro y coordinado; esto no sucedió en la hueste mongola, donde no hubo conflictos de mando. Para empeorar la desorganización, aunque nominalmente los príncipes eran los comandantes de sus tropas, en la práctica, muchos destacamentos eran leales sólo a sus señores feudales o boyardos, quienes podían ignorar las órdenes de un príncipe con una autoridad débil, por lo que muchos príncipes rusos carecían de un mando directo de todos sus hombres. Además, cuando ejércitos de distintos principados marchaban juntos, los enfrentamientos entre las druzhina de los príncipes eran frecuentes en los cuarteles, pues iban acompañados de sus guardaespaldas en los consejos de guerra.
Así, por nueve días según la Crónica de Nóvgorod, aunque Rashid-al-Din dice que fueron doce, los cumanos, galicianos y volinios encabezaron la persecución como la vanguardia, siempre dirigidos por Daniel de Volinia y continuamente encontrándose con la retaguardia mongola, que les arrojaba flechas. Más atrás venía el cuerpo aliado principal, encabezado por Mstislav el Valiente, luego el de Mstislav II Sviatoslávich y en retaguardia el cuerpo de Mstislav III de Kiev. Sin embargo, los aliados marchaban lentamente pues cargaban carromatos con sus suministros y sus jinetes quedaban exhaustos cada día, pues las columnas de carromatos debían ir flanqueadas por los jinetes rusos, que seguramente habrían dejado el grueso de sus armaduras en los carromatos, confiados que como los cumanos iban en vanguardia, tendrían tiempo para armarse adecuadamente si había batalla. Probablemente los jinetes ligeros de los cumanos no sólo eran la vanguardia, sino que formaban contingentes menores que vigilaban los flancos de cada cuerpo del ejército aliado, excepto los volinios, que iban al frente con el grueso de los cumanos.
Mientras, las discusiones entre los jefes aliados se acrecentaban con cada jornada y probablemente Jebe y Subotai contaban con esto, enviando a pequeñas fuerzas a fingir ser derrotadas con facilidad para animar a sus enemigos a perseguirlos, ganando tiempo y llevándolos a un lugar perfecto para las tácticas mongolas. El historiador Chris Peers, analizando las fotos de Nicolle sobre el área propuesta donde ocurrió la batalla, considera que fue elegida cuidadosamente. Una meseta abierta y ondulada, interrumpida sólo por el río Kalka y algunos bosques dispersos y acantilados rocosos en las orillas, y al Oriente pastizales abiertos, ideales para movimientos de caballería. El curso de agua era estrecho, podía ser atravesado por un tiro de flecha fácilmente, pero podía obstaculizar a las tropas rusas que lo cruzaban, evitando que la retaguardia ayudara a la vanguardia si era atacada.

### Ataque mongol

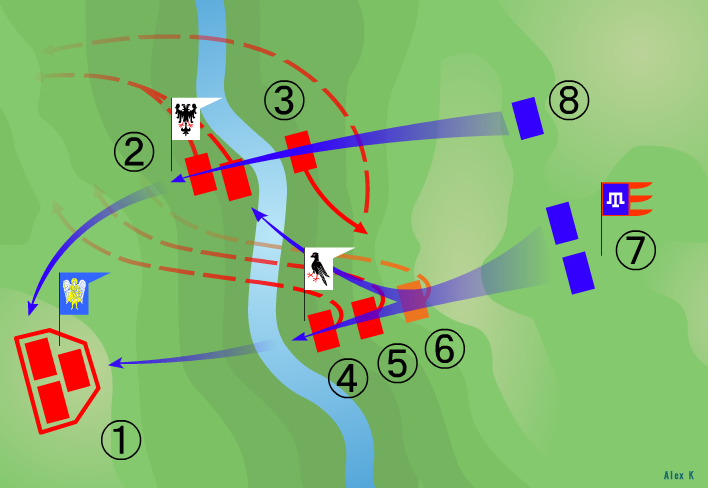
Mapa de la batalla. 1) Tropas kievitas. 2) Tropas chernigovitas. 3) Tropas de Kursk. 4) Tropas galicianas. 5) Tropas volinias. 6) Cumanos en vanguardia. 7) Mongoles. 8) Brodnikis.

El 31 de mayo comenzó con un nuevo encuentro entre la vanguardia aliada y la retaguardia mongola, acabando rápidamente en otra victoria aliada. Después de esto, los príncipes y janes formaron un consejo de guerra y discutieron por la mitad del día qué hacer, si seguir avanzando o formar una posición defensiva, sin llegar a acuerdo y todos volvieron con sus unidades. Ya estaban en la orilla oeste del río Kalka cuando el príncipe Daniel de Volinia y el jan Yarun de los cumanos cruzaron las aguas y expulsaron a los puestos de vigilancia mongol en la orilla este. De este modo, los cumanos iban al frente, seguidos de cerca por los volinios, que se las arreglaron para no apartarse de ellos durante el cruce del río. Más atrás les seguían en forma sucesiva galicianos, chernigovitas y kievitas, pero los rusos no tenían un mando unificado y sus exploradores, los cumanos, se habían dispersado por una extensa zona de la orilla oriental.
Cuando los galicianos cruzaron el Kalka, mientras que los chernigovitas estaban en pleno proceso y kievitas probablemente seguían a cierta distancia de la orilla occidental del río. Al ver que las unidades aliadas estaban muy distantes entre sí, Jebe y Subotai dieron la orden de cargar. Sus hombres estaban organizados con el centro al mando de Subotai y el ala izquierda, formada por mongoles al mando de Tsugir Jan y Teshi Jan y los brodnikis de Polskinia, en la orilla oriental, mientras que el ala derecha, mandada por Jebe, en la occidental.
La táctica tradicional de los pueblos esteparios, como mongoles y cumanos, era usar primero la caballería ligera de arqueros montados y luego la caballería pesada. Sin embargo, los generales mongoles desecharon la tradición ese día y atacaron a toda velocidad con sus jinetes pesados a los cumanos, que no pudieron reaccionar y huyeron, luego cayó el turno de los volinios. Usualmente, una carga mongola iba encabezada por la caballería pesada organizada en unidades dispersas como un tablero de ajedrez y con arqueros montados cubriendo las brechas.
El príncipe Daniel intentó organizar a sus volinios junto a los vaivodas (principales oficiales) Semen Olyuyevich y Vasilyok Gavrilovich, pero este último murió de un lanzazo y el príncipe fue herido en el pecho. Mientras, los arqueros mongoles disparaban flechas sobre la vanguardia enemiga, posiblemente se trataba de una segunda ola de ataque que iba en apoyo de la carga inicial e impidió con sus proyectiles todo intento de ayuda de los volinios a la vanguardia.
Viendo lo que sucedía, el príncipe Mstislav de Lutsk intentó acudir en ayuda de sus compañeros, pero los arqueros mongoles lo forzaron a él y los volinios a huir. Fue entonces cuando Mstislav el Valiente ordenó a los galicianos formar para la batalla, pero los cumanos y volinios que huían en pánico los desorganizaron y empujaron hacia el Kalka, donde los chernigovitas, que aún estaban cruzando, también fueron desordenados por sus compañeros derrotados. El terreno pantanoso también le dificultó a los galicianos cualquier maniobra. Mientras, los mongoles no pararon su ataque, deseosos no darle tiempo a sus enemigos, así que sólo el príncipe Oleg de Kursk logró organizar a sus hombres para ayudar a los galicianos. Sus fuerzas habían sido la vanguardia de caballería de los chernigovitas, por lo que ya habían cruzado y lucharon valientemente, pero se vieron sobrepasados y debieron huir. Probablemente una parte de la caballería galiciana intentó apoyar en sus flancos a los cumanos, pero rápidamente todo intentó fracaso.
Mstislav el Valiente intentó resistir, pero entonces las alas derecha e izquierda de los mongoles cayeron sobre los confundidos galicianos y chernigovitas. Sus fuerzas se vieron rodeadas e inevitablemente retrocedieron hasta colapsar y volverse una masa desorganizada de fugitivos.

### Masacre

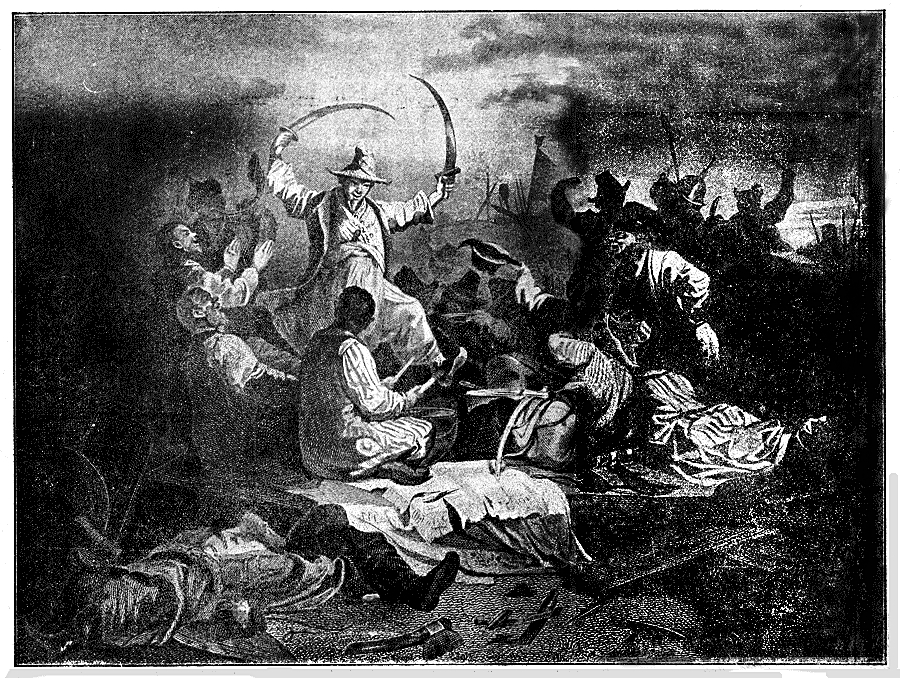
Representación de los jefes mongoles celebrando sobre los prisioneros rusos, por Nikolái Andréyevich Koshelev, Военная энциклопедия Сытина, «Enciclopedia militar Sytin», 1913.

Dándose cuenta de lo que pasaba, el príncipe Mstislav III de Kiev sólo pudo formar un círculo con los carromatos y parapetarse ahí. Quizás sólo tuvo tiempo para eso o creyó que sería imposible retirarse ante un enemigo tan veloz. Es probable que después de la discusión con los demás príncipes, Mstislav III ni siquiera hubiera marchado al este ese día, motivo por el que estaba tan oeste.
Viendo que no podían contraatacar, los kievitas lentamente intentaron moverse al oeste, mientras que Subotai envió a Tsugir Jan y Teshi Jan a asediarlos, quienes rodearon al enemigo en un movimiento de pinzas. Durante tres días los mongoles lanzaron lluvias de flechas sobre los kievitas, impidiéndoles huir al oeste, dejándoles atrapados. Grupos pequeños intentaron huir en la noche, pero los mongoles les dieron caza fácilmente. Los cumanos y volinios huyeron al oeste, perseguidos por Subotai, quien impidió que pudieran intentar unirse a los kievitas. Las tropas de Chernígov y Kursk huyeron al noroeste, acosados constantemente por Jebe.
Los mongoles lanzaron repetidos asaltos sobre la fortaleza de carromatos, cada vez más intensos, pero los kievitas se las arreglaron para rechazarlos de forma desesperada. Finalmente, al tercer día los kievitas se quedaron sin agua potable y Subotai envió a Polskinia a negociar, ofreciéndoles liberarlos si pagaban un cuantioso rescate y prometiendo no derramar su sangre. En señal de buena fe, Polskinia beso una cruz en público. El príncipe Mstislav III de Kiev no tuvo más opción que capitular y en cuanto sus hombres abandonaron la fortaleza, los mongoles mataron a algunos y esclavizaron al resto. El príncipe y los nobles que le seguían no fueron ejecutados inmediatamente, primero los amarraron y apilaron vivos debajo de grandes tablas de madera, sobre las que los jefes mongoles celebraron su victoria, sofocándolos lentamente sin derramar sangre; fue la venganza final por matar a sus embajadores.

Y todos los príncipes rusos fueron derrotados, como nunca sucedió desde el comienzo de la tierra rusa.
 El cuento de la batalla del Kalka.

## Consecuencias

### Bajas
En la Crónica de Súzdal, una continuación del Códice de Laurencio del siglo XV, afirma que murieron 10 000 kievitas en la batalla, causando lamentos en todo el Rus cuando se enteraron del desastre. La muy posterior crónica del patriarca Nikon de Moscú, escrita a mediados del siglo XVI, eleva el número de kievitas muertos a 60 000. En sus análisis, Fennell señalaba que la primera cifra era mucho más realista que la segunda y llegó a usarla para estimar el tamaño del ejército aliado. La Crónica de Nóvgorod del siglo XV no da números, pero menciona que sólo uno de cada diez rusos sobrevivió y que muchos cumanos murieron con sus caballos o sus ropas. En su crónica, al-Athir afirma que sólo unos pocos aliados lograron escapar y todo su bagaje fue capturado. En La leyenda de la batalla de Mamái, escrita a principios del siglo XV, presenta a Eudoxia Dmítrievna diciéndole a su esposo Dmitri Donskói: «Y que no suceda lo mismo que hace muchos años en la batalla entre cristianos y agarenos por el Kalka, cuando murieron 400 000 cristianos». La Crónica de Enrique de Livonia, escrita hacia 1229, afirma que Mstislav III de Kiev murió junto a 40 000 de sus hombres y en la persecución de seis días, los mongoles mataron 100 000 rusos, desconociéndose el total de soldados caídos en batalla, sólo que murieron 50 príncipes. En tiempos más modernos, Gabriel estimaba que los vencidos pudieron dejar 20 000 muertos en el campo.
Según la Crónica de Galitzia y Volinia, en el combate murió el jan Yuri Konchakovich. La Crónica de Nóvgorod afirma que Mstislav III, Alexánder de Dubróvitsia y Andréi de Túrov murieron juntos, mientras que en la persecución cayeron Sviatoslav de Kániv, Iziaslav de Dorogobuzh, Sviatoslav de Shumsk, Mstislav II de Chernígov y su hijo y Yuri de Nésvizh. La Crónica de Nikon reporta la muerte de los príncipes de Kiev, Kániv, Dorogobuzh, Shumsk, Nésvizh y Chernígov, este último acompañado de su hijo, con setenta boyardos y muchos vaivodas. Un desastre atribuido a un castigo divino por los pecados de los rusos. También habrían caído en la batalla, la persecución o la matanza de prisioneros los príncipes Iziaslav de Terebovlia y Sviatoslav de Janowice. Se ha teorizado que el príncipe Yuri de Nésvizh y su hijo Yaroslav Yúrievich murieron en el combate o en la matanza.

### Muerte de Jebe
Pow ha teorizado con que Jebe en realidad fue capturado y ejecutado por los rusos en el cruce del Dniéper. El general fue uno de los más brillantes e influyentes lugartenientes del jagan, pero carece de una biografía oficial, a pesar de que sus descendientes fueron figuras importantes en el imperio. Sin embargo, lo más extraño es la poca información que existe sobre su muerte. Según Pow, realmente los mongoles fueron derrotados y forzados a retirarse en el primer encuentro, no fue una retirada fingida. El comandante mongol capturado y ejecutado, Gemyabek o posiblemente Hyemya Beg, sería una transliteración rusa del nombre túrquico Yämä Beg, con el que los cumanos se pudieron referir a Jebe. Los cronistas persas transliteraron el nombre Jebe por Yama, Yeme y Yamah y los georgianos como Jebo.
Sin embargo, los académicos rusos Dmitri M. Timojin y Vladímir V. Tishin consideran que la hipótesis de Pow no se basa en las crónicas y no hay evidencia lingüística.

### Persecución

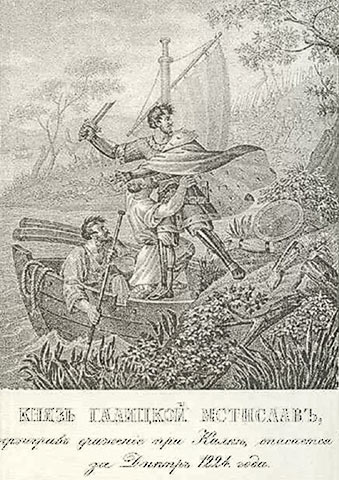
Dibujo del representando a Mstislav el Valiente huyendo de la batalla en un bote.

Los galicianos y volinios sobrevivientes huyeron hasta el Dniéper, donde estaba aún anclada la flotilla de botes. Tomaron los que necesitaron para cruzar y hundieron a los demás para evitar ser perseguidos, logrando sufrir pocas bajas en la persecución. En cambio, los chernigovitas huyeron a través de la estepa hacia su principado, siendo constantemente acosados y padeciendo muchas pérdidas, incluyendo la muerte de su príncipe y la de su hijo. El príncipe de Smolensk, Mstislav III Davidóvich, huyó al noroeste con 1000 seguidores, logrando vencer en varias escaramuzas a sus perseguidores hasta llegar al Dniéper. Algunos cumanos atacaron a los rusos, robándoles los caballos, en venganza por remover del mando al jan Köten, quien fue reemplazado por el jan Yarun por sugerencia de Mstislav el Valiente.
Los mongoles solamente cruzaron el Dniéper al oeste para saquear el pueblo de Nóvgorod Svyatospolch, donde se aproximaron con cruces para ser recibidos por sus habitantes al confundirlos con los rusos y los masacraron, retirándose poco después a la cuenca del río Donets, que siguieron hasta llegar al Don. Cruzaron aquel último curso de agua y se encontraron con Jochi, dedicándose a atacar a los búlgaros del Volga en el verano de 1223. Sin embargo, sufrieron una derrota y debieron retirarse al este del Volga, pasando cerca de Sarai y llegando a las faldas del Hindú Kush, donde descansaron. En el otoño vencieron a los turcos qangli, matando a su jan. Por último, pasaron el invierno al norte del antiguo mar de Aral, pero Jebe murió de fiebres cerca del río Ilim, poco después Subotai y Jochi se encontraron con el jagan en las orillas del río Irtish y presentaron 10 000 caballos capturados en Georgia y Armenia. Jebe, comandante supremo de la expedición, probablemente fue uno de los mejores generales de caballería de la historia, pero Subotai lo sucedió como uno de los principales lugartenientes de Gengis Jan y sus hijos. La expedición, cuyo propósito principal era de reconocimiento, ayudó a crear el mito de la invencibilidad del ejército mongol entre los pueblos que derrotó.
Para los rusos fue extraño, pues los victoriosos mongoles habían aniquilado a muchas de las mejores tropas del Rus y, sin embargo, rápidamente volvieron al Oriente. Algunos creyeron que la amenaza había desaparecido, pero la derrota sólo fue el preámbulo de una invasión peor. A pesar de la amenaza, los príncipes rusos no volvieron a formar otra gran alianza y cuando regresaron cada uno intento resistir por su cuenta, lo que permitió a los invasores enfrentarlos siempre en superioridad numérica y usando el terror como arma psicológica. Según Nicolle, esto se debió a los éxitos menores que tuvieron los cumanos y búlgaros frente a los mongoles dieron una falsa sensación de seguridad, de forma inaudita gran parte de la élite político-militar del Rus había muerto y al convencimiento de muchos nobles que los mongoles eran invencibles, principalmente por su propia incapacidad de formar alianzas prolongadas y victoriosas.
El principal beneficiado de la batalla fue Yuri II de Vladímir-Súzdal, quien no participó de la malograda expedición y vio su posición fortalecida.

## Análisis
Según Deligiannis, toda la campaña fue un ejemplo perfecto de retirada fingida. El destacamento mongol vencido en el Dniéper habría sido un señuelo que repetidamente se enfrentó a los aliados, huyendo en cada ocasión con el único propósito de animar a sus enemigos a perseguirlo de cerca a un lugar donde los esperaban la mayoría de las tropas mongolas para rodearlos y aniquilarlos. Luego, cuando las disputas entre los príncipes rusos llevaron a que la columna aliada se dividiera en grupos distantes entre sí, Jebe y Subotai vieron la oportunidad para atacar. Según Nicolle, los rusos demostraron ser militarmente fuertes, pero carentes de movilidad y muy desorganizados, lo que permitió a los mongoles atacar y vencer a cada porción de su ejército por separado, una derrota en detalle. Peers señala que en esta ocasión Jebe y Subotai elevaron la retirada fingida de «de una táctica de campo de batalla a una maniobra estratégica a gran escala».
Es probable que los cumanos sospecharan que fuera un truco, puesto que esta táctica era muy usada por todos los pueblos nómadas de las estepas, pero deseosos de recuperar sus tierras guardaron silencio y animaron a los rusos a avanzar.
La historiografía posterior ha tendido a interpretar este primer encuentro entre rusos y mongoles como un prólogo de la invasión posterior, sin embargo, para los contemporáneos de la batalla fue el epílogo de la invasión de los jorezmitas.

### Medieval
Los libros son citados en números romanos y capítulos y párrafos en números arábigos. Entre paréntesis se usaron los apellidos de los editores o traductores de las ediciones usadas para indicar las páginas. 
- Ali ibn al-Athir. La historia completa. En Richards, D. S. (2016). The Chronicle of Ibn al-Athir for the Crusading Period from al-Kamil fi'I-Ta'rikh. The Years 589-629/1193-1231: The Ayyubids after Saladin and the Mongol Menace (en inglés) III. Londres: Routledge.
- Ata-Malik Juvayni. Historia del conquistador del mundo. En Boyle, John Andrew (1958). The History of the World-Conqueror (en inglés) I. Cambridge: Harvard University Press.
- Bardanes de Arevel. Recopilación Histórica. En Bedrosian, Robert (2007). Vardan Arewelts'i's Compilation of History (en inglés). Long Branch: El traductor. Véase también en Emin, Mkrtich (1861). Всеобщая история Вардана Великого (en ruso). Moscú: Пер. Н. Эмина.
- Códice de Laurencio. En Popov, Andréi Nikoláyevich (1872). ПСРЛ. Летопись по Лаврентьевскому списку (en ruso) I. San Petersburgo: Типография Эдуарда Праца.
- Crónica de Galitzia y Volinia (parte del Códice de Hipacio). En Shájmatov, Alekséi (1908). Ипатьевская летопись (en ruso) II. San Petersburgo: Типографія М. А. Александрова. pp. 737-752. Véase también en Majnovets, Leonid Efrémovich (1989). «Роки 1224 — 1244». Літопис руський (en ucraniano). Kiev: Дніпро. pp. 379-400.
- Crónica de Nikon de Moscú. En Bychkov, Afanasi Fiódorovich (1885). Полное собрание русских летописей (en ruso) X. San Petersburgo: Типография Эдуарда Праца. Véase también en Zenkovsky, Serge A.; Betty Jean Zenkovsky (1984). The Nikonian Chronicle. From the Year 1132-1240 (en inglés) II. Princeton: Kingston Press.
- Crónica de Nóvgorod. En Michell, Robert; Shakhmaton, A. A.; Forbes, Nevill; Beazley, Charles Raymond (1914). The chronicle of Novgorod, 1016-1471 (en inglés). Londres: Offices of Society.  Véase también en Nasonov, Arseni Mikoláyovich (1950). Новгородський перший літопис (en ucraniano). Moscú: Издательство Академии Наук СССР. pp. 59-72.
- Enrique de Livonia. Crónica. En Feldhūns, Ābrams (1993). Indriķa hronika (en letón). Riga: Zinātne. Archivado desde el original el 5 de diciembre de 2009.
- Gregorio de Akner. Historia de la Nación de los Arqueros. En Patkánov, Kerope Petróvich (1871). История монголов инока Магакии, XIII века (en ruso). San Petersburgo: тип. Имп. Акад. наук.
- Historia de Yuan. En Jrapachevski, Román Petróvich (2009). Золотая Орда в источниках. Золотая Орда в источниках, Китайские и монгольские источники (en ruso) III. Moscú: ППП "Типография "Наука". Véase también en chino en Chinese notes.
- Historia secreta de los mongoles. En Onon, Urgunge (2005).  Urgunge Onon, ed. Secret History of the Mongols (en inglés). Nueva York: Taylor & Francis. ISBN 0-203-98876-0.
- La leyenda de la batalla de Mamái. En Parppei, Kati (2017). The Battle of Kulikovo Refought: “The First National Feat” (en inglés). Leiden: Brill. Véase también en Kloss, Boris Mijáilovich (1998). «Сказание о Мамаевом побоище (вариант Ундольского)».  En Boris Aleksándrovich Rybakov; Vladímir Andréyevich Kuchkin, ed. Памятники Куликовского цикла (en ruso). San Petersburgo: Русско-Балтийский информационный центр БЛИЦ. pp. 134-222.
- Minhaj-i Siraj Juzjani. Una historia general de las dinastías mahometanas de Asia. En Raverty, H. G. (1970). Tabakat-I-Nasiri (en inglés) II. Nueva Delhi: Oriental Books Reprint Corporation.
- Rashid-al-Din Hamadani. Compendium de Crónicas. En Arends, Alfred Kárlovich (1946). Сборник летописей (Книга 2) I. Moscú: Institut vostokovedenii︠a︡ (Akademii︠a︡ nauk SSSR).
- Roger de Apulia. Canción triste. En Milletich, Helmut Stefan (1979). Carmen miserabile (en alemán). Eisenstand: Roetzer.
- Segunda crónica de Pskov. En Koshelev, Alexánder Ivánovich (1851). ПСРЛ. Псковская вторая и Софийская первая летописи (en rusos) V. San Petersburgo: Типография Эдуарда Праца. Véase también en Nasonov, Arseni Nikoláyevich (1955). Псковские летописи: Вып. второй (en ruso). Moscú: Изд-во АН СССР.
- Shihab al-Din Muhammad al-Nasawi. Biografía de Jalal ad-Din Mingburnu. En Bunyatov, Ziya Musáyevich (1996). Сират ас-султан Джалал ад-Дин Манкбурны (en ruso). Moscú: Восточная литература.
- Şihabeddin b. Fazlullah El-Ömerî. Caminos de las miradas en los reinos del mundo. En Batur, Ahsen (2014). Türkler Hakkında Gördüklerim ve Duyduklarım (Mesâliku’l-Ebsâr) (en turco). Estambul: Selenge yay. ISBN 978-605-4944-02-6.
- Tercera crónica de Pskov. En Savignac, David (2016). The Pskov 3rd Chronicle (en inglés). Crofton: Beowulf & Sons.

### Moderna
- Allsen, Thomas T. (1987). Mongol Imperialism: The Policies of the Grand Qan Möngke in China, Russia, and the Islamic Lands, 1251-1259 (en inglés). Berkeley: University of California Press. ISBN 9780520055278.
- Astajkin, Andréi (2020). Atlas Tartarica (en inglés). Moscú: PPC "Intergroup".
- Brockhaus, Frídrij Arnold; Iliá Efron (1894). «Изяслав Ингваревич». Энциклопедический словарь Брокгауза и Ефрона (en ruso) XII. San Petersburgo: И. Е. Андреевского. p. 895.
- De Hartog, Leo (2004). «The great raid». Genghis Khan. Conqueror of the World (en inglés). Londres: Tauris. pp. 116-123. ISBN 9781860649721.
- Deligiannis, Periklis (2011). The battle of the Kalka River (1223): an analysis of the combat (en inglés). s/i: autor.
- Fennell, John (1983). The Crisis of Medieval Russia 1200–1304 (en inglés). Londres: Longman. ISBN 0-582-48150-3.
- Gabriel, Richard A. (2006). Genghis Khan's Greatest General: Subotai the Valiant (en inglés). Norman: University of Oklahoma Press. ISBN 9780806137346.
- Györffy, György (1953). «A kunok feudalizálódása».  En Székely, György, ed. Tanulmányok a parasztság történetéhez Magyarországon a XIV. században (en húngaro). Budapest: Akadémiai. pp. 248-275.
- Hatházi, Gábor (2004).  Garam, Éva; Révész, László; Simonyi, Erika, ed. Opuscula Hungarica. A kunok régészeti emlékei a Kelet-Dunántúlon (en húngaro) V. Budapest: Magyar Nemzeti Múzeum. ISBN 9789639046993.
- Kaufmann, J. E.; Kaufmann, H. W. (2004). The Medieval Fortresses: Castles, Forts And Walled Cities Of The Middle Ages (en inglés). Cambridge: De Capo Press. Ilustrado por Robert M. Jurga. ISBN 9780306813580.
- Jalali, Ali Ahmad (2021). Afghanistan: A Military History from the Ancient Empires to the Great Game (en inglés). Lawrence: University Press of Kansas. ISBN 9780700632633.
- Jones, David R. (2011). «Muscovite-Nomad Relations on the Steppe Frontier before 1800 and the Development of Russia's "Inclusive" Imperialism».  En Lee, Wayne E., ed. Empires and Indigenes. Intercultural Alliance, Imperial Expansion, and Warfare in the Early Modern World (en inglés). New York University Press. pp. 109-140. ISBN 9780814765272.
- Jrapachevski, Román Petróvich (2005). Военная держава Чингисхана (en ruso). Moscú: ЛЮКС. ISBN 5-17-027916-7.
- Jrustaliov, Denis G. (2013). Русь от нашествия до ига (30-40 гг. XIII в.) (en ruso). San Petersburgo: Eurasia. ISBN 978-5-8071-0302-4.
- Kincses-Nagy, Éva (2013). «A disappared people and a disappeared language: the Cumans and the Cuman language in Hungary». Journal of Endangered Languages (en inglés) II (2): 171-186.
- Latham-Sprinkle, John (2022). «The Mongol conquest of Caucasia».  En Timothy May; Michael Hope, ed. The mongol world (en inglés). Nueva York: Routledge. pp. 213-226. ISBN 978-1-138-05667-1.
- Lyublyanovics, Kyra (2015). «Spies of the enemy, pagan herders and vassals most welcome: Cuman–Hungarian relations in the thirteenth century».  En Tolan, John V., ed. Expulsion and Diaspora Formation: Religious and Ethnic Identities in Flux from Antiquity to the Seventeenth Century. Turnhout: Brepols. pp. 31-50.
- Maiorov, Alexander V. (2022). «The Mongol conquest of Rus'».  En Timothy May; Michael Hope, ed. The mongol world (en inglés). Nueva York: Routledge. pp. 164-182. ISBN 978-1-138-05667-1.
- May, Timothy (2016). «Alexander Nevsky (1220-1263)». The Mongol Empire I. Santa Bárbara: ABC-CLIO. pp. 64-66. ISBN 9781610693400.
- McLynn, Frank (2015). «The Great Raid». Genghis Khan: his conquests, his empire, his legacy (en inglés). Boston: Da Capo Press. pp. 319-345. ISBN 978-0-306-82395-4.
- Nicolle, David; Viacheslav Shpakovsky (2005). Kalka River, 1223: Genghiz Khan's Mongols Invade Russia (en inglés). Oxford: Osprey. ISBN 9780275988456.
- Pálóczi-Horváth, András (1989). Pechenegs, Cumans, Iasians: Steppe Peoples in Medieval Hungary (en inglés). Budapest: Hereditas-Corvina. ISBN 9789631327403.
- Peers, Chris (2015). Genghis Khan and the Mongol War Machine (en inglés). Barnsley: Pen & Sword Books Limited. ISBN 9781783400560.
- Pow, Stephen (2017). «The Last Campaign and Death of Jebe Noyan». Journal of the Royal Asiatic Society (en inglés) XXVII (1): 31-51.
- Proshak, Oleg (2019). «II. Турово-Пинская княжеская земля». Русские княжества (en ruso). s/i: autor.
- Sverdrup, Carl Fredrik (2017). «Part II: Sübe’etei». The Mongol Conquests: The Military Operations of Genghis Khan and Sübe'etei (en inglés). Solihull: Helion. pp. 171-338. ISBN 978-1-910777-71-8.
- Tatíshchev, Vasili (2003). История Российская (en ruso) III. Moscú: АСТ. ISBN 5-17-018209-0.
- Timojin, Dmitri M.; Tishin, Vladímir V. (2018). «On New Trends in the Studies of the History of the Mongol Conquests: Based on the Example of Stephen Pow’s Article “The Last Campaign and Death of Jebe Noyan”». Zolotoordynskoe obozrenie (en inglés) VI (3): 596-617.
- Turchin, Peter (2006). «2. Life on the Edge: The Transformation of Russia and America». War and Peace and War: The Life Cycles of Imperial Nations (en inglés). Nueva York: Pi Press. pp. 31-56. ISBN 9780131499966.
- Voitovich, Leontij (2000). Князівські династії Східної Європи (кінець IX — початок XVI ст.): склад, суспільна і політична роль. Історико-генеалогічне дослідження (en ruso). Leópolis: Інститут українознавства ім. І.Крип’якевича. ISBN 966-02-1683-1.